# Champagné
Pour les articles homonymes, voir Champagné (homonymie).
Champagné est une commune française, située dans le département de la Sarthe en région Pays de la Loire, peuplée de 3 680 habitants.
La commune fait partie de la province historique du Maine, et se situe dans le Haut-Maine.

## Géographie
La ville est desservie par le service de transport de la SETRAM par la ligne de bus no 25.
La commune dispose d'une gare ferroviaire, située sur la ligne de Paris-Montparnasse à Brest.
|               | Fatines   |                      |
| Yvré-l'Évêque | Champagné | Saint-Mars-la-Brière |
| Changé        |           |                      |

### Climat
Pour des articles plus généraux, voir Climat des Pays de la Loire et Climat de la Sarthe.
En 2010, le climat de la commune est de type climat océanique dégradé des plaines du Centre et du Nord, selon une étude du CNRS s'appuyant sur une série de données couvrant la période 1971-2000. En 2020, Météo-France publie une typologie des climats de la France métropolitaine dans laquelle la commune est dans une zone de transition entre le climat océanique et le climat océanique altéré et est dans la région climatique  Moyenne vallée de la Loire, caractérisée par une bonne insolation (1 850 h/an) et un été peu pluvieux. 
Pour la période 1971-2000, la température annuelle moyenne est de 10,9 °C, avec une amplitude thermique annuelle de 14 °C. Le cumul annuel moyen de précipitations est de 683 mm, avec 11,1 jours de précipitations en janvier et 6,9 jours en juillet. Pour la période 1991-2020, la température moyenne annuelle observée sur la station météorologique de Météo-France la plus proche, sur la commune de Saint-Corneille à 5 km à vol d'oiseau, est de 12,0 °C et le cumul annuel moyen de précipitations est de 774,0 mm,. Pour l'avenir, les paramètres climatiques de la commune estimés pour 2050 selon différents scénarios d'émission de gaz à effet de serre sont consultables sur un site dédié publié par Météo-France en novembre 2022.

## Urbanisme

### Typologie
Au 1er janvier 2024, Champagné est catégorisée bourg rural, selon la nouvelle grille communale de densité à sept niveaux définie par l'Insee en 2022.
Elle appartient à l'unité urbaine de Champagné, une agglomération intra-départementale regroupant trois  communes, dont elle est ville-centre,,. Par ailleurs la commune fait partie de l'aire d'attraction du Mans, dont elle est une commune de la couronne,. Cette aire, qui regroupe 144 communes, est catégorisée dans les aires de 200 000 à moins de 700 000 habitants,.

### Occupation des sols
L'occupation des sols de la commune, telle qu'elle ressort de la base de données européenne d’occupation biophysique des sols Corine Land Cover (CLC), est marquée par l'importance des forêts et milieux semi-naturels (36,2 % en 2018), une proportion sensiblement équivalente à celle de 1990 (36,1 %). La répartition détaillée en 2018 est la suivante : 
forêts (33,5 %), zones industrielles ou commerciales et réseaux de communication (16,2 %), zones urbanisées (13,6 %), prairies (13,2 %), zones agricoles hétérogènes (11 %), terres arables (5,9 %), milieux à végétation arbustive et/ou herbacée (2,8 %), mines, décharges et chantiers (2,1 %), eaux continentales (1,8 %). L'évolution de l’occupation des sols de la commune et de ses infrastructures peut être observée sur les différentes représentations cartographiques du territoire : la carte de Cassini (XVIIIe siècle), la carte d'état-major (1820-1866) et les cartes ou photos aériennes de l'IGN pour la période actuelle (1950 à aujourd'hui).

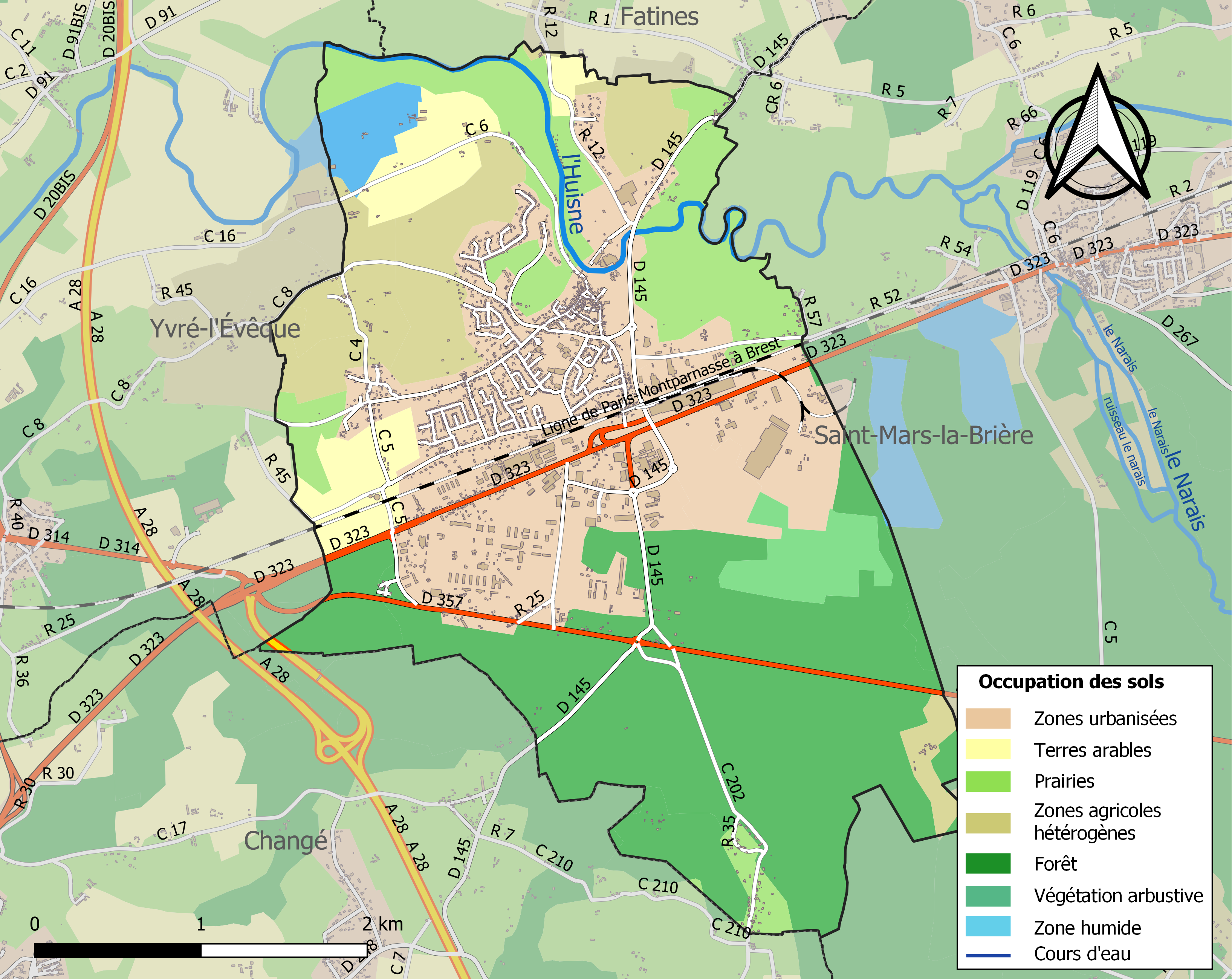
Carte des infrastructures et de l'occupation des sols de la commune en 2018 (CLC).

## Toponymie
La racine du nom de la commune provient du latin campus pugnae, qui signifie « champs de combat »[réf. à confirmer].
Le gentilé est Champagnéen.

## Politique et administration

### Liste des maires
| Période          | Période                      | Identité            | Étiquette | Qualité                                                             |
| ---------------- | ---------------------------- | ------------------- | --------- | ------------------------------------------------------------------- |
|                  | mars 1959                    | M. Boussinet        |           |                                                                     |
| mars 1959        | mars 1971                    | Léon Papin,         |           |                                                                     |
| mars 1971        | mars 1983                    | Jean-Claude Laude   | PCF       | Instituteur                                                         |
| mars 1983        | mars 1989                    | Aimée Prilleux      | PS        | Enseignante                                                         |
| mars 1989        | 16 novembre 2010 (démission) | Jean-Claude Laude   | PCF       | Instituteur retraité                                                |
| 16 novembre 2010 | 30 mars 2014                 | Catherine Chevalier | PCF       | Ancienne première adjointe                                          |
| 30 mars 2014     | 10 janvier 2015              | Patrick Desmazières | DVD       | Chef de projet qualité Conseiller départemental de Changé (2015 → ) |
| 10 janvier 2015  | 5 décembre 2018 (démission)  | Catherine Chevalier | PCF       |                                                                     |
| 5 décembre 2018  | 27 mai 2020                  | Erwan Cochet        | PCF       | Fonctionnaire territorial                                           |
| 27 mai 2020      | En cours                     | Patrick Desmazières | DVD-LR    | Retraité Conseiller départemental de Changé (2015 → )               |

## Démographie
L'évolution du nombre d'habitants est connue à travers les recensements de la population effectués dans la commune depuis 1793. Pour les communes de moins de 10 000 habitants, une enquête de recensement portant sur toute la population est réalisée tous les cinq ans, les populations de référence des années intermédiaires étant quant à elles estimées par interpolation ou extrapolation. Pour la commune, le premier recensement exhaustif entrant dans le cadre du nouveau dispositif a été réalisé en 2005.
En 2022, la commune comptait 3 680 habitants, en évolution de −4,59 % par rapport à 2016 (Sarthe : −0,25 %, France hors Mayotte : +2,11 %).
| 1793 | 1800 | 1806 | 1821 | 1831 | 1836 | 1841 | 1846 | 1851 |
| ---- | ---- | ---- | ---- | ---- | ---- | ---- | ---- | ---- |
| 674  | 745  | 732  | 744  | 845  | 875  | 867  | 819  | 857  |

| 1856 | 1861 | 1866 | 1872 | 1876 | 1881 | 1886 | 1891 | 1896 |
| ---- | ---- | ---- | ---- | ---- | ---- | ---- | ---- | ---- |
| 804  | 781  | 817  | 870  | 871  | 849  | 709  | 749  | 883  |

| 1901  | 1906  | 1911  | 1921  | 1926  | 1931  | 1936  | 1946  | 1954  |
| ----- | ----- | ----- | ----- | ----- | ----- | ----- | ----- | ----- |
| 1 041 | 1 147 | 1 188 | 1 124 | 1 079 | 1 157 | 1 659 | 1 642 | 2 024 |

| 1962  | 1968  | 1975  | 1982  | 1990  | 1999  | 2005  | 2006  | 2010  |
| ----- | ----- | ----- | ----- | ----- | ----- | ----- | ----- | ----- |
| 2 047 | 2 234 | 2 757 | 3 333 | 3 307 | 3 294 | 3 565 | 3 561 | 3 757 |

| 2015  | 2020  | 2022  | - | - | - | - | - | - |
| ----- | ----- | ----- | - | - | - | - | - | - |
| 3 840 | 3 697 | 3 680 | - | - | - | - | - | - |

## Économie
Plus de 140 entreprises dont :
- LBC (Luissier Bordeau Chesnel), industrie alimentaire fabricant entre autres les rillettes Bordeau Chesnel.
- Socamaine : quatre centrales d'achats (alimentaires, liquide, fruits et légumes, poissonnerie).
- Vals.
- Peintures productions ouest.
- Plastigom qui fabrique et commercialise ses produits sous la marque La Vague depuis 1928.
- Souriau Sarthe et Maroc : industrie à forte valeur ajoutée, produisant des connecteurs électriques et optiques pour environnement sévère.

## Culture locale et patrimoine

### Lieux et monuments
- Église Saint-Désiré des XVIe et XVIIe siècles, bâtie sur les fondations d'un église romane de l'an 800. Statues de la Vierge et d'Élisabeth en terre cuite peinte du XVIIe siècle. Retable du XVIe siècle avec des tableaux représentant l'Adoration des bergers (XIXe siècle), l'Éducation de la Vierge enfant (XVIIe siècle). Le retable du maître-autel (XVIe siècle) est encadré par les statues en terre cuite de sainte Marguerite et sainte Barbe et, au-dessus, par celles du Christ accompagné de saint Didier et de saint Désiré. Une toile centrale représente l'Annonciation.
- Vestiges de fortifications.
- Chapelle du cimetière du XVIe avec une pietà en terre cuite polychrome dans une niche décorée d'une coquille Saint-Jacques.
- Maisons anciennes.
- Maison « la Bretèche » du XIIe siècle, avec une cheminée style Renaissance.
- Château de Réveillon de 1300, restauré en 1905.
- Château des Aubry (1914-1918).
- Moulins du XIXe siècle.
- La gare de Champagné.
- Pont métallique style Eiffel de 1891.
- Mosaïque géante sur le mur du collège.
- Statue et fontaine (place de la Mairie).
- Monument commémoratif des combats de 1871.
- Cimetière militaire belge.
- Bois, étangs.
- Circuits balisés de randonnée.

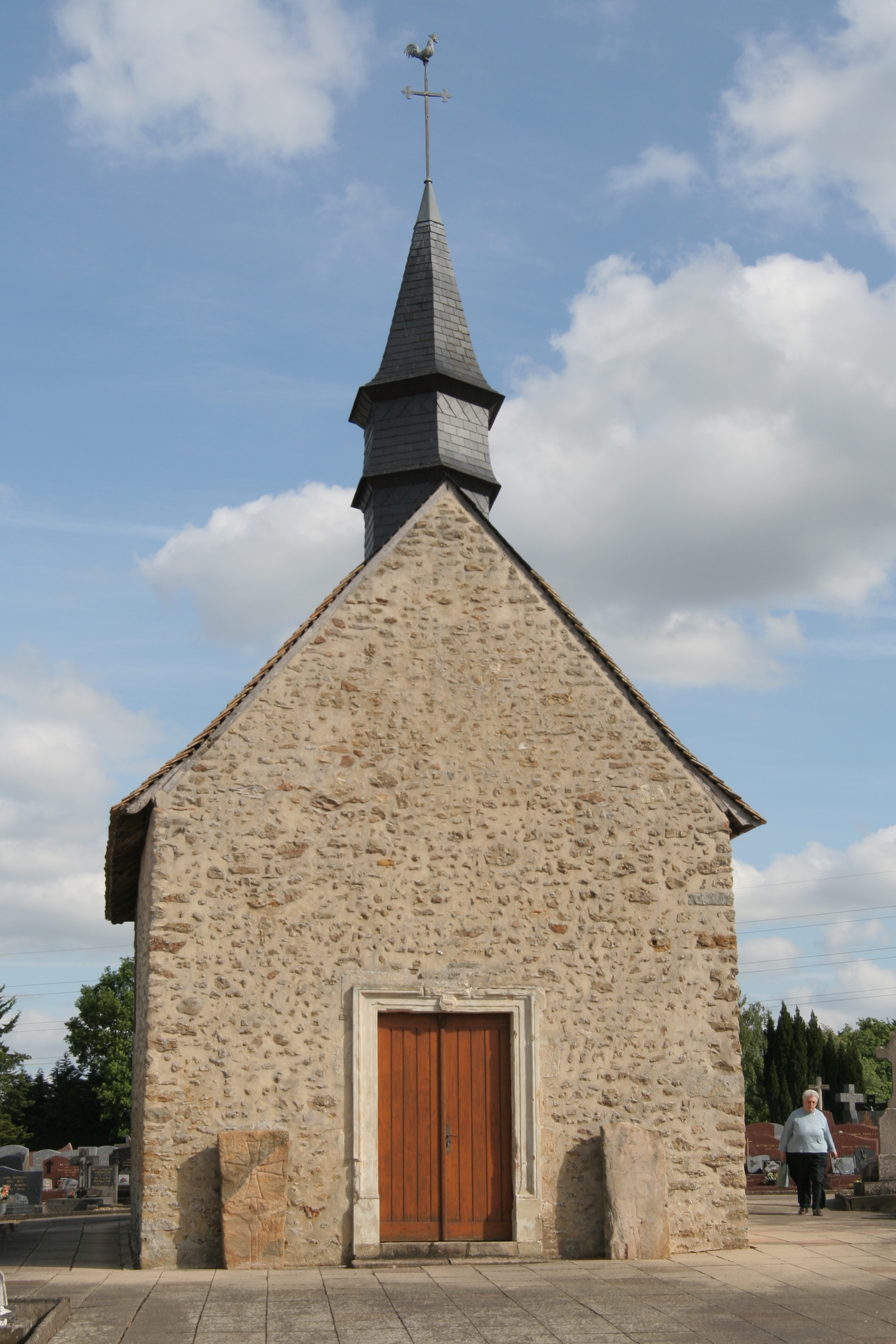
La chapelle du cimetière.
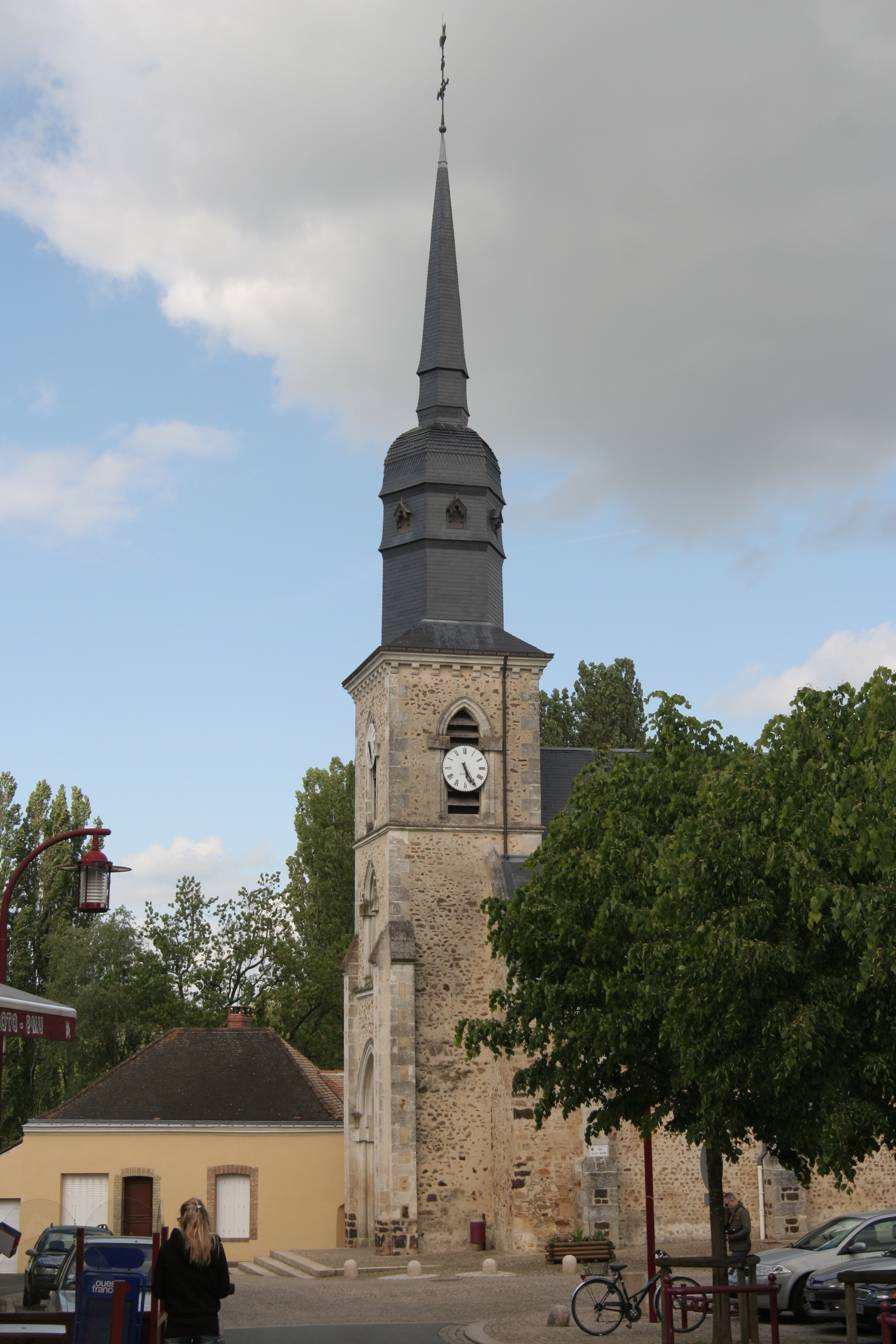
L'église Saint-Désiré.
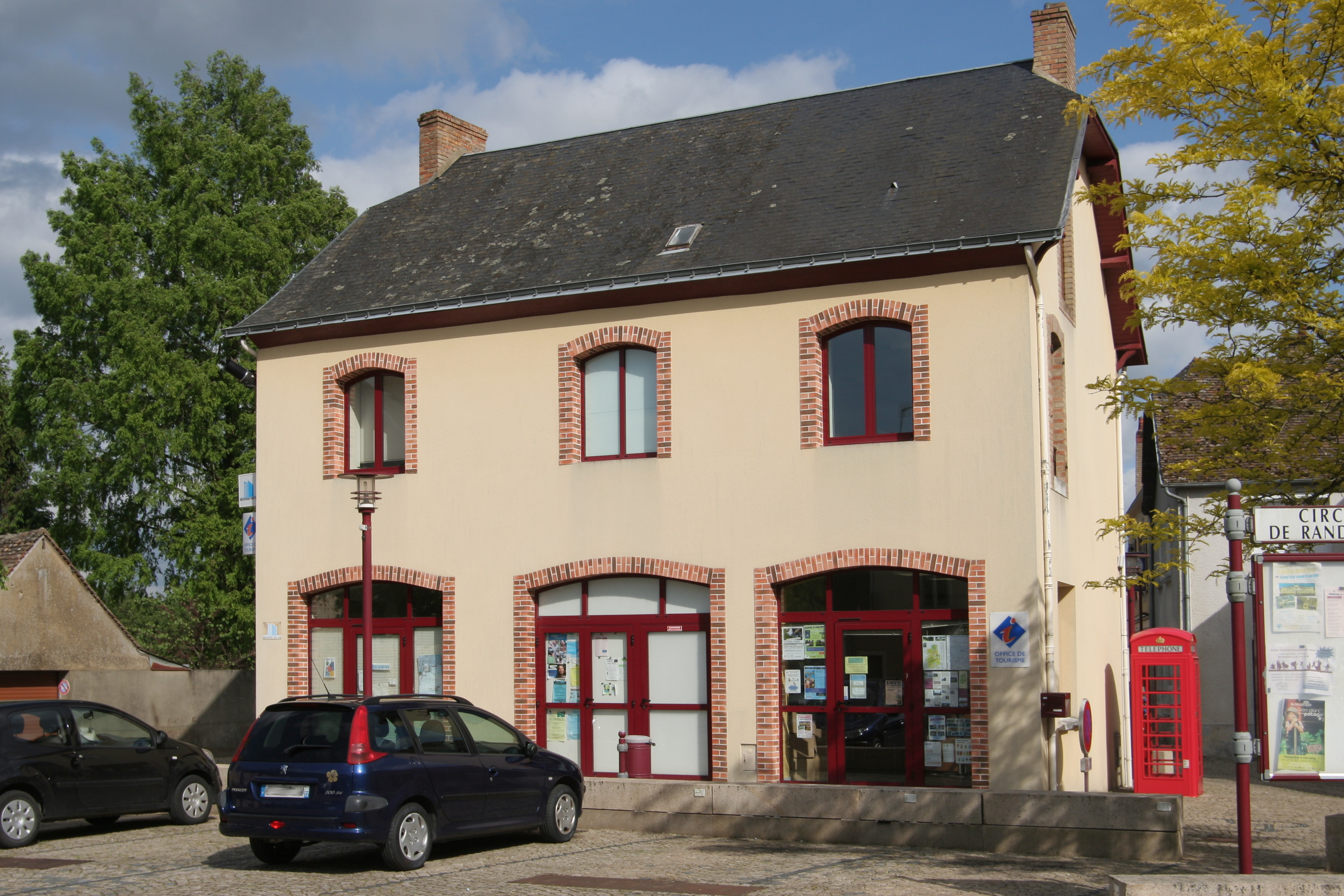
L'office du tourisme.

### La filature
Le moulin de la rive droite de l'Huisne devient dès les années 1860, le bâtiment de la filature de chanvre Thoury. Plus tard, en 1886, le moulin accueille la corderie Leduc-Ladevèze entretenue par Rouzière et fils. Entre 1951 et 1953, le moulin est détenu par des organisations agricoles. Par la suite, monsieur Frémiot récupère le complexe jusqu'à son arrêt définitif en 1970.

### Activité et manifestations

#### Fête des Lances
Champagné a gardé la coutume ancestrale de la « Fête des Lances », qui date de 1530 environ et qui a lieu le dimanche des Rameaux.
Il est fort probable[réf. nécessaire] que ce sont les moines du prieuré de Saint-Désiré à Champagné qui ont contribué à établir cette fête essentiellement religieuse, qui reproduit les cérémonies du dimanche des Rameaux organisés à cette époque au Mans.
Le matin, un grand christ en croix, hissé sur un brancard porté par quatre hommes, est apporté de la chapelle du cimetière jusqu'à l'église. Il est escorté par douze lanciers à cheval et suivi par Judas, le traître. La messe de la Passion est célébrée à l'issue de la procession.
L'après-midi a lieu le bris des lances effectué par les lanciers : il s'agit de ficher la pointe ferrée de la lance dans le poteau de « quintaine » comme cela se faisait couramment au Moyen Âge pour tester la force et l'adresse des écuyers et des chevaliers.

### Personnalités liées à la commune
- Jean Rondeau (1946-1985), constructeur automobile a vécu à Champagné.
- Nathalie Mauclair, (1970-), championne du monde de trail 2013 et 2015 est installée à Champagné[29].

### Héraldique
| Blason de Champagné | Blason  | Écartelé: aux 1er et 4e d'or à trois molettes de sable, aux 2e et 3e d'argent à deux chevrons jumelés de gueules accompagnés de cinq merlettes contournées de sable 2, 2 et 1, celles de dextre posées en barre et celles de senestre posées en bande. |
| Blason de Champagné | Détails | |